# Brigitte Heinrich
Brigitte Heinrich (Frankfurt del Main, 29 de juny de 1941 - Frankfurt del Main, 29 de desembre de 1987) va ser una periodista, espia i política alemanya, agent secreta de l'Stasi i, posteriorment, diputada al Parlament Europeu per l'Aliança 90/Els Verds.

## Trajectòria
El 1966, es va convertir en portaveu de premsa de la Unió d'Estudiants Alemanys Socialistes (Sozialistische Deutsche Studentenbund, SDS). Després d'acabar la llicenciatura d'Economia aplicada (Volkswirtschaft), el 1970 va viatjar per l'Orient Mitjà. Durant la dècada de 1970 va ser professora de Relacions internacionals a la Universitat de Frankfurt. Durant aquell temps va mantenir contacte amb diferents grups armats.
El 26 de novembre de 1974 va ser detinguda durant l'Aktion Winterreise, una macrooperació policial a quinze pobles i ciutats d'Alemanya contra presumptes partidaris de la Fracció de l'Exèrcit Roig (RAF), després de l'assassinat del president del Tribunal Superior de Justícia de Berlín Günter von Drenkmann per part de membres del Moviment 2 de Juny. Heinrich va ser acusada de «tràfic il·legal d'armes i explosius». Tots els arrestats van ser alliberats al cap de dues setmanes, excepte Heinrich. Les fonts difereixen sobre si va ser posada en llibertat després d'un parell de setmanes com els altres, però poc després la van tornar a detenir, o si, a diferència dels altres, va romandre detinguda tot el temps en custòdia d'investigació. Heinrich va protestar amb vehemència per la seva innocència i uns mesos després va emmalaltir greument. Va ser posada en llibertat per motius de salut abans que les autoritats fiscals acabessin de treballar en el seu cas.
Va tornar a la Universitat de Frankfurt a exercir de professora, on durant diversos anys va combinar la seva feina amb la presidència del Parlament estudiantil (StuPa). El 1978 va publicar a Milà un pamflet en italià, en format de diari de calabós, en que presentava Aktion Winterreise com un acte de persecució estatal dels intel·lectuals a Alemanya de la qual havia estat víctima. Hi ha indicis que durant la seva estada a Milà, a finals de la dècada de 1970, va establir estrets contactes amb membres del grup armat de les Brigades Roges.
El 1980 havia desenvolupat un important perfil mediàtic, i entre 1980 o 1981 i 1984 va treballar com a periodista habitual al diari Die Tageszeitung amb seu a Berlín. Un dels seus col·legues al diari era l'advocat radical Klaus Croissant. També va ser l'any 1980 quan Heinrich va ser jutjada. Va rebre una condemna de 21 mesos de presó per tràfic d'armes. El context del seu judici va ser la seva implicació en una xarxa anarquista germano-italiano-suïssa que estava encapçalada per la seva amiga, la germano-italiana Petra Krause. Possiblement, a causa dels seus excel·lents contactes amb els mitjans, i de la creença generalitzada a l'esquerra radical que les condicions de reclusió dels presos polítics de l'Alemanya Occidental eren excepcionalment dures, el seu empresonament es va convertir en una mena de causa famosa. Diverses fonts insinuen fermament que va ser per això que va complir la seva condemna en condicions de semillibertat, descrita per una font com una alliberació diürna, que li va permetre continuar aportant contribucions a Die Tageszeitung mentre de nit tornava a la presó.
A finals de 1983 va completar la seva condemna i va acceptar l'oferta d'un lloc a la llista de la coalició de l'Aliança 90/Els Verds per a les eleccions al Parlament Europeu de 1984. Com a reflex de la posició marginal que el partit ocupava aleshores en l'espectre polític de l'Alemanya Occidental, el seu nom va ser col·locat en el segon lloc a la llista i, en conseqüència, es va convertir en un dels set eurodiputats del Partit Verd alemany al Parlament Europeu, escó que va conservar fins a la seva mort sobtada el 1987. Va morir com a conseqüència d'un infart de miocardi dos dies abans que acabés l'any.
El seu funeral va tenir lloc el 6 de gener de 1988 a la sala magna del principal cementiri de Frankfurt i va comptar amb la presència de membres i representants de diversos grups d'esquerra de molts països.

### Agent secret de l'Alemanya Oriental
El 1990, després de la Reunificació alemanya, els investigadors van tenir accés a un ampli arxiu de documentació acuradament recopilada que el Ministeri de Seguretat de l'Estat d'Alemanya Oriental (Stasi) va elaborar entre 1950 i 1989. Es va descobrir que des de principis de 1981 Heinrich havia estat passant informació als serveis de seguretat de l'Alemanya Oriental. Va ser identificada als registres de l'Stasi amb el pseudònim «IM Taler» i també, després de 1983, com a «Beate Schäfer».
Mentre treballaven junts al diari Die Tageszeitung, Heinrich i Klaus Croissant també van iniciar una relació afectiva. En aquest sentit, Heinrich va ser reclutada, aparentment per Croissant, com a informadora de l'Stasi. Va treballar pel Departament principal 12 (Hauptabteilung XXII) que s'ocupava de monitorar les accions armades a l'Alemanya Occidental. Va ser només després de la seva mort que les autoritats occidentals van saber que havia rebut les ordres a través de Klaus Croissant i va transmetre a través d'ell els seus informes als responsables de l'Stasi a Berlín Oriental.
No és clar com la branca regional de Hessen de l'Aliança 90/Els Verds va arribar a nomenar-la com a candidata per a les eleccions al Parlament Europeu de 1984, però de fonts que van sorgir posteriorment es desprèn que només va acceptar la nominació després d'un debat amb els responsables de l'Stasi. Com a eurodiputada, no només va esdevenir important per a la Departament principal 12 de l'Stasi, sinó també per a la seva Direcció Nacional de Reconeixement (Hauptverwaltung Aufklärung, HVA). L'HVA va ser el servei d'intel·ligència de la República Democràtica Alemanya respecte als afers de l'Alemanya Occidental. La major part de l'activitat d'intel·ligència realitzada en nom dels governs del Pacte de Varsòvia i d'Europa occidental estava estretament controlada des de Moscou pel KGB. Tanmateix, pel que fa a l'Alemanya Occidental, va ser molt més efectiu dur a terme l'espionatge des de l'Alemanya Oriental perquè l'extensió de la llengua i els parentius, la cultura i les històries compartides entre els dos territoris germànics va significar que el conjunt de possibles simpatitzants, informants i agents secrets d'intel·ligència fos incommensurablement gran. Com a «Beate Schäfer» va poder informar, després del maig de 1984, sobre els debats entre els subgrups nacionals del grup verd del Parlament europeu. L'HVA va voler que esdevingués influent dins de la facció parlamentària dels Verds i, en conseqüència, va insistir que s'allunyés de l'escena activista militant a Alemanya Occidental. D'aquesta manera podria convertir-se en més que una informadora de l'Stasi convencional. Com a veu influent de l'esquerra, podria influir en els debats rellevants del Parlament europeu i les seves comissions d'una manera més alineada amb els objectius del govern de l'RDA. Segons els registres de l'Stasi, va ser evident que «des del 29 de novembre de 1984, el Dr. Croissant i Brigitte Heinich es van separar incondicionalment de l'escena terrorista». Heinrich va rebre instruccions per elevar el seu perfil al Partit Verd i al cada cop més important moviment antinuclear. En el moment de la seva mort sobtada a finals de desembre de 1987, sembla que estava tenint èxit. A través de Croissant, havia enviat informes que contenien una multiplicitat de detalls sobre reunions amb la coalició de l'arc de Sant Martí del Parlament europeu i amb la participació del partit al Bundestag de la capital de l'Alemanya Occidental. També va assistir a almenys vuit reunions amb oficials superiors de l'HVA.